# Ridge Racer 6
Ridge Racer 6 es el penúltimo videojuego de la serie de videojuegos Ridge Racer, se encuentra disponible solamente para la consola Xbox 360. Cuenta con treinta nuevos circuitos y alrededor de 130 autos (incluyendo 10 vehículos especiales). El modo multijugador en línea permite un máximo de 14 jugadores compitiendo simultáneamente. Además se pueden descargar nuevos contenidos mediante el servicio Xbox Live de Microsoft, por ejemplo el replay "fantasma" de otro jugador para intentar batirlo.
El juego, como todos los juegos de la serie Ridge Racer, cuenta con varios vehículos especiales entre los que se encuentran un aerodeslizador, un súper auto de tres ruedas y un auto dragster de neumáticos anchos; además contiene gran cantidad de referencias a juegos anteriores de Namco, desde el clásico Pac-Man hasta Soulcalibur.
Ridge Racer 6 fue uno de los tantos videojuegos que estuvieron disponibles antes del lanzamiento de la Xbox 360 en Europa.
Namco anunció en Japón que espera vender 500.000 copias de Ridge Racer para Xbox 360.

## Relanzamiento
El 15 de noviembre de 2021, el juego fue relanzado para descarga digital en el programa de retrocompatibilidad de Xbox, con motivo del 20.º aniversario del estreno de su primera consola. De esta forma, el juego también pasa a ser disponible en Xbox One, Xbox Series X y Series S.